# Grégory Willocq
 (décembre 2014).
Si vous disposez d'ouvrages ou d'articles de référence ou si vous connaissez des sites web de qualité traitant du thème abordé ici, merci de compléter l'article en donnant les références utiles à sa vérifiabilité et en les liant à la section « Notes et références ».
Gregory Willocq est un journaliste belge.

## Biographie
Grégory Willocq est né le 1er février 1971 à Laeken. Il a fait des études de communication à l'Université catholique de Louvain à Louvain-la-Neuve où il a enseigné le journalisme pendant plus de 10 ans.
En 1994 il rejoint la chaine privée belge RTL-TVI. Il commence sa carrière en tant que journaliste (il a notamment été le correspondant de RTL à New-York et Washington lors des attentats du 11 septembre 2001) et en février 2002 il présente les JT de 13 et 19h.
Le 20 mai 2011 Grégory Willocq est nommé rédacteur en chef des JT. Il exercera cette fonction jusqu'en novembre 2016.
Le 23 novembre 2016 il quitte RTL-TVI et rejoint l'association des entreprises pharmaceutiques innovantes pharma.be.
En 2019 il devient le directeur des affaires extérieures de la filiale belge de l'entreprise biopharmaceutique américaine AbbVie.